# Tetramorium nautarum
Tetramorium nautarum är en myrart som beskrevs av Santschi 1918. Tetramorium nautarum ingår i släktet Tetramorium och familjen myror. Inga underarter finns listade i Catalogue of Life.